# Prêmios Gaudí
Os Prêmios Gaudí (Premis Gaudí, em catalão) ou Prêmios da Academia do Cinema Catalão "Gaudí" (Premis de l’Acadèmia del Cinema Català, em catalão) são o equivalente dos Óscar na Catalunha (Espanha). Estes prêmios são concedidos cada ano em reconhecimento as melhores produções cinematográficas catalãs do ano. Os « Prêmios Gaudí » substituem os Prêmios Barcelona do Cinema (Premis Barcelona de Cinema, em catalão) que tomaram o nome do arquiteto catalão Antoni Gaudí, em 2002, como homenagem à sua pessoa. O troféu foi concebido por Montserrat Ribé, e inspirado nas cheminés da Casa Milà (também conhecida como “La Pedrera”), última obra de arte de Gaudí situada no Passeig de Gràcia (Barcelona). 

## Categorias
- Melhor Diretor
- Melhor Diretor Nobel
- Melhor Filme em língua catalã
- Melhor Filme em língua não catalã
- Melhor Filme europeu
- Melhor Documental
- Melhor Filme d’Animação
- Melhor Telefime
- Melhor
- Melhor Fotografia
- Melhor Montagem
- Melhore Canção Original
- Melhor Actor Principal
- Melhor Actriz Principal
- Melhor Actor Segondário
- Melhor Actriz Segondária
- Melhor  Direcção Artística
- Melhor Mixagem de Som
- Melhores Efeitos Especiais
- Melhor Maquilagem

## Palmarês
- I edição (2009)

## Links
- Academia do Cinema Catalão
- Prêmios Gaudí
- Prêmios Barcelona do Cinema
- Palmarês Prêmios Gaudí'09